# Joaquín Ezquerra del Bayo (1793-1859)
Joaquín Ezquerra del Bayo (Ferrol, La Coruña, 11 de septiembre de 1793 - Tudela, Navarra, 14 de agosto de 1859) fue un geólogo, ingeniero y escritor español, uno de los miembros fundadores de la Real Academia de las Ciencias Exactas, Físicas y Naturales.

## Biografía
Era hijo del capitán de navío José Javier Ezquerra Guirior, un tudelano miembro de la nobleza navarra que falleció cuando Joaquín tenía ocho años al explotar el navío que mandaba en el asedio de Tarifa (1801), y de la zamorana Ana María del Bayo, señora de Lavoa. Al fallecer su padre  Carlos IV nombró a Joaquín caballero paje del rey y cursó estudios durante ocho años con los Escolapios de Zaragoza, donde obtuvo calificaciones excelentes y se mostró especialmente atraído por las matemáticas, las ciencias naturales y el idioma francés.
Como se declaró afrancesado, en 1810 marchó a Francia con la secretaría josefina y allí estuvo viviendo hasta 1822, asociado a la familia del secretario del efímero rey José Napoleón I. A su regreso ingresó en la Escuela de Ingenieros de Caminos y Canales el 19 de junio de 1821 y obtuvo el título de auxiliar del Cuerpo de Caminos y Canales, pero la Escuela fue cerrada por Fernando VII en 1823 y fue desterrado durante un año, que aprovechó para estudiar dibujo y pintura en el estudio de  Vicente López. 
Empezó a estudiar minería y metalurgia residiendo cinco años pensionado por Fausto de Elhúyar junto con Rafael Amar de la Torre y Felipe Bauzá desde mediados de 1830 a fines de 1834 en la Real Academia de Minas de Freiberg (Friburgo, Sajonia) en el Imperio Austrohúngaro, y en 1833 asistió al Congreso de sabios de Breslau como delegado de España con una comunicación sobre el origen de las rocas eruptivas.
Fue después inspector general del Cuerpo de Ingenieros de Minas y profesor de Laboreo de Minas y de Mecánica Aplicada en la Escuela Especial del mismo cuerpo, cátedra que desempeñó hasta 1844, porque después de este año estará inmerso en continuas comisiones de servicio para confección de planos y estudios mineros y geognósticos; sobre esta materia escribirá el primer manual en España. Fue además de miembro de diversas sociedades científicas (la Societé Geologique de France, la Geological Society of London, la Sociedad Económica del Gran Ducado de Baden, de la de Madrid y de la de Tudela) y autor de obras y de trabajos industriales importantes. Como fruto de su estancia en Alemania publicó un libro de viajes en 1847 que ilustró él mismo y contiene también observaciones científicas y tecnológicas. 
Tradujo los Elementos de geología de Charles Lyell (Madrid: Imprenta de Antonio Yenes, 1847) con adiciones sobre la geología de España y publicó numerosos trabajos, informes y libros sobre geología en varios idiomas. Fue, además, uno de los coordinadores y directores de la Comisión del Mapa Geológico de España, director a los 33 años de una fábrica de vidrio en Aranjuez (1826-1827) y profesor ayudante de Antonio Gutiérrez en la cátedra de física del Conservatorio de Artes (actual Escuela de Ingenieros Industriales), cátedra que asumirá entre 1839 y 1840.
En 1837 ya había sido nombrado miembro de la Real Academia de Ciencias Naturales de Madrid. Ya reconocido geólogo, se le encargó en 1851 visitar los establecimientos mineros del norte de Europa (Bélgica, Noruega, Suecia), sobre lo cual escribió e imprimió luego otro libro de viajes. Intervino además confeccionando por orden de la Dirección General de Minas los mapas de las minas nacionales de Riotinto (1828) y luego por Real Orden en el proyecto de conducción de aguas a Madrid desde los ríos Lozoya y Guadalix (1829).
Fue también uno de los miembros fundadores de la Real Academia de las Ciencias Exactas, Físicas y Naturales en 1847. Por todos estos méritos la reina Isabel II le concedió en 1848 la encomienda de Carlos III y la llave de Gentilhombre de Cámara con ejercicio.

## Obras

### Obras científicas más importantes
- Minas de carbón de piedra de Asturias. 1831. Junto con Bauza, Amar de la Torre y García.

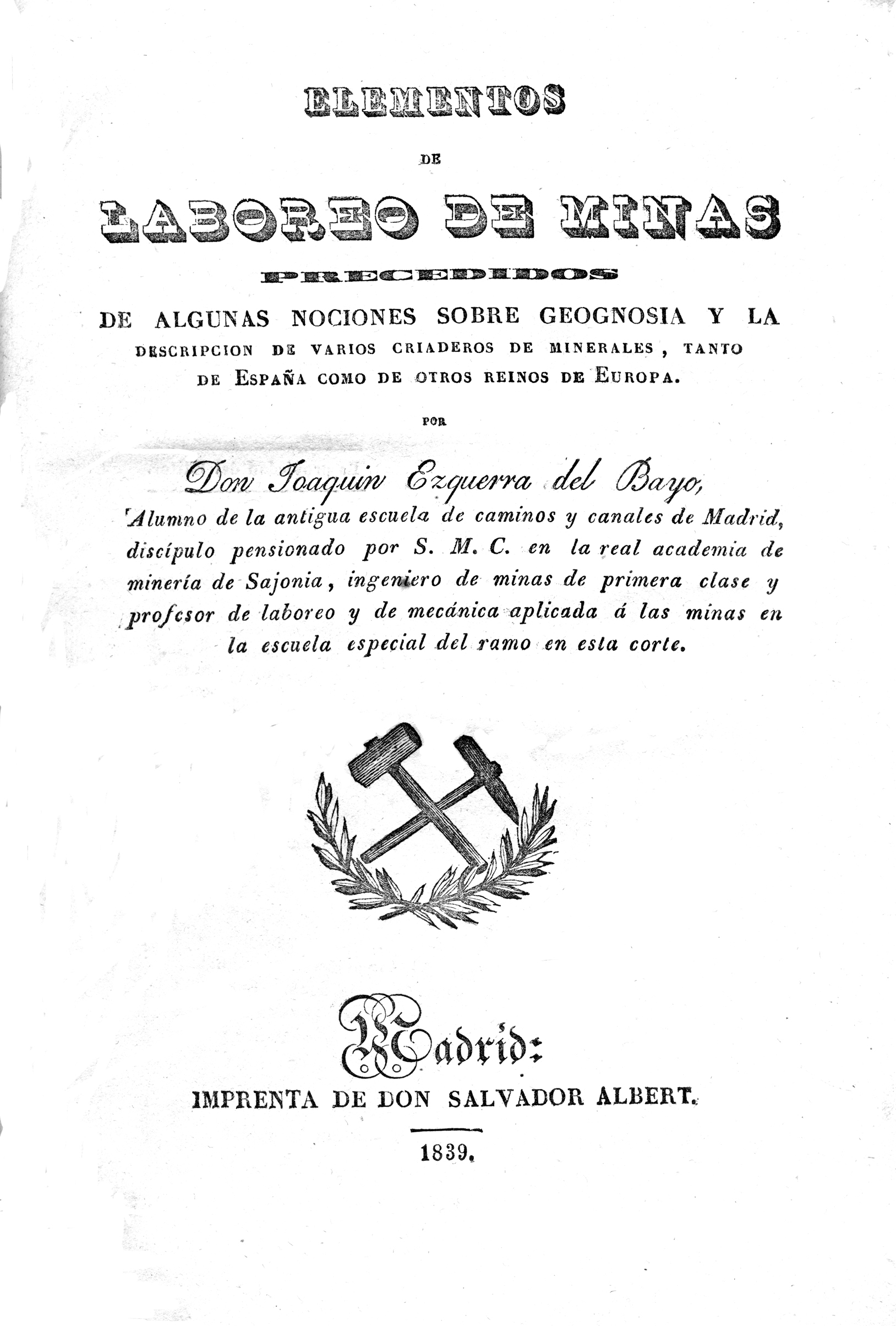
Portada de la primera edición del libro Elementos de laboreo de minas, de Ezquerra del Bayo

- Elementos de laboreo de minas precedidos de algunas nociones sobre geognosia y la descripción de varios criaderos minerales, tanto de España como de otros reinos de Europa. Se trata de su obra más importante, de la que se hicieron dos ediciones en Madrid, una en 1839 y otra en 1851.Se considera el primer libro moderno de tecnología minera escrito por un autor español.[6] Ambas ediciones incluyen un atlas, la primera de 13 láminas y la segunda de 16 láminas. Entre las láminas del segundo tomo se encuentra una en la que aparece el arco de unión entre la veta de San Nicolás y la de San Francisco, en la mina de   Almadén, una importante obra de ingeniería minera de la época. En 1847 se llevó a cabo una edición copia de la primera, sin conocimiento ni autorización del autor, impresa en la Imprenta de Los Tribunales, Santiago de Chile. En esta edición se utilizó la ortografía chilena oficial de la época, que había sido propuesta por Juan García del Río y Andrés Bello. Las láminas se redibujaron y regrabaron de nuevo, casi idénticas a las originales[7]

- Datos y observaciones sobre la industria minera, con una descripción característica de los minerales útiles, Madrid: Antonio Yenes, 1844. En este libro se describen distintas minas de Sajonia, así como de Sierra Almagrera (Almería), especialmente las situadas sobre el filón Jaroso.
- Viage científico y pintoresco a los diferentes estados de Alemania t. 1, Que comprende el Salzburgo, el Tirol y parte del gran Ducado de Baden, Madrid: Viuda de Antonio Yenes, 1847. Solamente se publicó un  tomo, y está destinado a la descripción de minas fábricas, salinas y colecciones mineralógicas de esa zona.
- Sobre el estado actual y marcha progressiva de las minas del Barranco Jaroso en Sierra-Almagrera. Imprenta de A. Yenes, Madrid, 1850.
- Ensayo de una descripción general de la estructura geológica del terreno de España en la Península [s.l.] : [s.n.], 1850-1857.

- Memorias sobre las minas nacionales de Rio-Tinto, Madrid: Imprenta de la viuda de Don Antonio Yenes, 1852. Incluye una gran lámina del terreno de las minas.
- Viaje por el Norte de Europa hasta Suecia y Noruega. Madrid, 1857. Se trata de un viaje de estudio de minas y de establecimientos metalúrgicos verificado por real orden.
- También publicó una traducción de la obra de Charles Lyell, Elementos de geología, Madrid: Imprenta de Antonio Yenes, 1847.

### Otras publicaciones científicas
Publicadas como artículos en el Boletín Oficial de Minas, en los Anales de Minas, en la Revista Minera y en otras revistas
- Indicaciones geognósticas sobre las formaciones terciarias del Centro de España
- Apuntes geognósticos y mineros sobre una parte del Mediodía de España
- Observaciones geognósticas y mineras sobre la sierra del Moncayo
- Algo sobre los huesos fósiles de las inmediaciones de Madrid
- Descripción de la sierra Almagrera y su riqueza actual (1841)
- Sobre el estado actual, y marcha progresiva de las minas del barranco Jaroso de Sierra Almagrera
- Datos sobre la estadística minera de España en 1839
- Indicaciones geognósticas sobre las formaciones terciarias del Centro de España. Sobre los antiguos diques de la cuenca terciaria del Duero
- Resumen estadístico razonado de la riqueza producida por la industrua minera en España durante el año 1814
- Geología. Nieves perpetuas y bloques erráticos
- Descripción geognóstica y minera de los criaderos de Santa Cruz de Mudela
- Descripción geognóstica y minera de la provincia de Zamora
- Descripción geognóstica y minera de la provincia de Palencia
- Sobre el carbón de piedra de Castilla la Vieja
- Sobre la producción de los metales preciosos
- Memoria sobre las minas nacionales de Riotinto
- Ensayo de una descripción general de la estructura geológica del terreno de España en la Península
- Sobre los escoriales de fundiciones antiguas en España
- Die Bergwerke von Hiendelaencina in der provinz de Guadalajara
- Geonostiche übersichtskarte von Spanien
- Observaciones sobre el estado actual y mejoras que admiten las labores de beneficio de las minas de Riotinto
- Modernos descubrimientos en el interior de África
- Sobre la fosforita de Logrosán
- Sobre la necesidad de trazar la línea meridiana en varios puntos del territorio de la Península

### Literarias y políticas
- Pasatiempos literarios. Madrid, 1856. Lendas.
- Parangón entre el esclavo y el proletario libre en el siglo XIX. Madrid, 1856.

### Autobiografía
- Recuerdos de un caballero paje de Carlos IV